# Замок Рамшваг
Замок Рамшваг (нем. Burg Ramschwag, также нем. Welsch-Ramschwag) — руины средневекового замка недалеко от австрийской коммуны Ненцинг (федеральная земля Форарльберг); был возведён на вершине холма в период между 1270 и 1290 годами представителями рода Рамшваг — дворянской семьей из швейцарского кантона Санкт-Галлен. Владельцы замка, в союзе с Габсбургами, были вовлечены в конфликты с представителями рода Монфорт в период около 1300 года; в 1352 году замок стал собственностью графа Рудольфа III из рода Монфорт-Фельдкирх. В 1360 году замок перешел к Габсбургам и в 1391 году стал частью Конфедерации Форарльберг. Комплекс был разрушен в ходе Аппенцелльских войн в сентябре 1405 года.

## История
Замок Рамшваг (Новый Рамшваг) был построен на вершине холма у деревни Ненцинг в период между 1270 и 1290 годами. Заказчиками строительства выступили представители рода дворянской семьи Рамшваг, прибывшие в Ненцинг из швейцарского кантона Санкт-Галлен и уже владевшие другим замком Рамшваг (Старый Рамшваг), расположенным примерно в 8 км к северо-западу от города Санкт-Галлен. По данным на 2009 год, не было никаких письменных свидетельств того, что сами лорды когда-либо проживали в новом замке, который впервые упоминается в документах за 1352 год.
Спустя несколько лет представители рода Рамшваг продали замок; в 1352 году он стал собственностью графа Рудольфа III из рода Монфорт. Два года спустя Рудольф передал замок Рамшваг Альбрехту фон Шауэнштейн-Тагштайн (Freiherr Albrecht von Schauenstein-Tagstein). В 1360 году замок перешел к Габсбургам и в 1391 году стал частью Конфедерации Форарльберг (Vorarlberger Eidgenossenschaft). Замковый комплекс был захвачен и разрушен восставшими в ходе Аппенцелльских войн, в ночь с 28 на 29 сентябрь 1405 года: также как и соседние замки Ягдберг и Блюменег.